# Wawrzyny (Bartoszyce)
Wawrzyny (deutsch Laurienen) ist ein Ort in der polnischen Woiwodschaft Ermland-Masuren. Er gehört zur Gmina Bartoszyce (Landgemeinde Bartenstein) im Powiat Bartoszycki (Kreis Bartenstein (Ostpr.)).

## Geographische Lage
Wawrzyny liegt in der nördlichen Mitte der Woiwodschaft Ermland-Masuren, 26 Kilometer südwestlich der früheren und heute auf russischem Hoheitsgebiet gelegenen Kreisstadt Friedland (russisch Prawdinsk) bzw. zwei Kilometer südwestlich des Zentrums der Stadt Bartoszyce (deutsch Bartenstein).

## Geschichte
Der lediglich aus einem großen Hof bestehende Ort Abbau Freytag wurde erst am 23. Juni 1880 in „Laurienen“ umbenannt. Bis 1945 war er ein Wohnplatz innerhalb der Stadt Bartenstein im ostpreußischen Kreis Friedland, der 1927 in „Kreis Bartenstein“ umbenannt wurde. Im Jahre 1905 zählte Laurienen 61 Einwohner.
Als 1945 in Kriegsfolge das gesamte südliche Ostpreußen an Polen abgetreten wurde, erhielt Laurienen die polnische Namensform „Wawrzyny“. Heute ist die „Kolonia“ aus der Stadt Bartoszyce aus- und in die sie umgebende Gmina Bartoszyce (Landgemeinde Bartenstein) im Powiat Bartoszycki (Kreis Bartenstein (Ostpr.)) eingegliedert. Im Jahre 2021 zählte Wawrzyny 269 Einwohner.

## Religion
Christentum
Bis 1945 war Laurienen in die evangelische Stadtkirche Bartenstein in der Kirchenprovinz Ostpreußen der Kirche der Altpreußischen Union, außerdem in die römisch-katholische Kirche St. Bruno in Bartenstein im damaligen Bistum Ermland eingepfarrt.
Heute gehört auch Wawrzyny kirchlich zur Stadt Bartoszyce: zur dortigen katholischen Pfarrei im heutigen Erzbistum Ermland und zur evangelischen Kirchengemeinde, die jetzt eine Filialgemeinde der Johanneskirche in Kętrzyn (Rastenburg) in der Diözese Masuren der Evangelisch-Augsburgischen Kirche in Polen ist.

## Verkehr
Wawrzyny liegt an der verkehrsreichen polnischen Woiwodschaftsstraße 592, der einstigen deutschen Reichsstraße 135, die hier von Bartoszyce bis nach Kętrzyn (Rastenburg) und weiter nach Giżycko (Lötzen) führt. Eine Bahnanbindung besteht nicht mehr, seit der Bahnhof Bartoszyce an der Bahnstrecke Głomno–Białystok geschlossen wurde.